# Monte Wright
Il Monte Wright (in lingua inglese: Mount Wright) è una montagna antartica, alta oltre 1.800 m, situata tra il Ghiacciaio Shipley e il Ghiacciaio Crume, 15 km a sudovest del Birthday Point, nel settore settentrionale dei Monti dell'Ammiragliato, in Antartide. 
La denominazione è stata assegnata dalla Spedizione Terra Nova, la spedizione antartica britannica del 1910-13, in onore di Charles Seymour Wright (1887–1975), fisico canadese che faceva parte della spedizione.